# ハーレム・ヒート
ハーレム・ヒート（Harlem Heat）は、1990年代全般に亘ってアメリカ合衆国で活動したプロレスのタッグチームである。テキサス州ヒューストン出身のアフリカ系アメリカ人、スティービー・レイ（レーン・スティーブン・ハフマン）とブッカー・T（ロバート・ブッカー・ハフマン）の兄弟によって組まれた。
ロッキー・ジョンソンとトニー・アトラスのソウル・パトロール、ココ・B・ウェアとノーベル・オースチンのプリティ・ヤング・シングス、イライジャ・アキームとカリーム・モハメッドのザンブイ・エクスプレス、ブッチ・リードとロン・シモンズのドゥームなど、彼ら以前にも黒人レスラーによるタッグチームは様々に存在していたが、10年間に及ぶ活動期間やWCW世界タッグ王座を通算10回獲得した戴冠歴において、比類なき実績を残した。

## メンバー
- スティービー・レイ（Stevie Ray）
  - 195cm、132kg。ブッカー・Tの実兄。弟以上に恵まれた体格を持つ大型のラフ&パワーファイター[2]。
- ブッカー・T（Booker T）
  - 191cm、113kg。スティービー・レイの実弟。身体能力は兄を上回り、後にシングル・プレイヤーとしても大きな成功を収めた[3]。

## 来歴

### エボニー・エクスペリエンス
1989年のデビュー後は、師匠のイワン・プトスキーが主宰していた地元テキサス州ヒューストンのウエスタン・レスリング・アライアンスにて、ハフマン・ブラザーズ（The Huffman Brothers）として活動。1991年、スカンドル・アクバに見込まれダラスのインディー団体グローバル・レスリング・フェデレーション（GWF）に参戦、スティービー・レイとブッカー・Tをそれぞれのリングネームに、エボニー・エクスペリエンス（The Ebony Experience）と名乗ってベビーフェイスのポジションで活躍。マネージャーは当時GWFでアクバと敵対していたゲーリー・ハートが担当した。
以後、キング・パーソンズとアクション・ジャクソンのブラックバーズ、イアン&アクセル・ロッテンのバッド・ブリードなどのチームを破り、1992年から1993年にかけてGWFタッグ王座を通算3回獲得。1992年10月には桜田一男らが主宰するネットワーク・オブ・レスリングに、ブラック・ボンバーズ（The Black Bombers）の名義で初来日した。

### ハーレム・ヒート
1993年8月、WCWに参戦。カーネル・ロバート・パーカーをマネージャーに迎えてヒールに転向し、ニューヨークのハーレム出身という設定のもとチーム名をハーレム・ヒート（Harlem Heat）に改め、リングネームもスティービーはケイン（Kane）、ブッカーはコール（Kole）と変更した。参戦当初は当時のWCWのトップヒールだったシッド・ビシャスのボディーガード的な役回りを演じ、9月13日のPPV "Fall Brawl 1993" ではビシャス&ベイダーとのカルテットで変則金網デスマッチ「ウォー・ゲーム」に出場、スティング、デイビーボーイ・スミス、ダスティン・ローデス、ザ・ショックマスターのベビーフェイス軍と対戦した。
1994年からはシスター・シェリーを新しいマネージャーに、リングネームも元に戻して活動。12月8日にジョージア州アトランタにてスターズ&ストライプス（マーカス・バグウェル&ザ・パトリオット）を破り、WCW世界タッグ王座に初戴冠する。1995年は5月にフロリダ州セントピーターズバーグでナスティ・ボーイズ、7月にアトランタでディック・スレーター&バンクハウス・バックにタイトルを奪われるも、いずれも短期間で奪還に成功。
1996年は1月にスティング&レックス・ルガーに敗れ、しばらくは無冠となったものの、6月24日にノースカロライナ州シャーロットで収録されたマンデー・ナイトロにおいて、スティング&ルガーおよびスタイナー・ブラザーズとのトリプルスレットマッチに勝利しタイトルを取り戻した。この間、1996年2月26日のマンデー・ナイトロではロード・ウォリアーズとも対戦し、翌月には揃って新日本プロレスに来日。3月20日の名古屋・愛知県体育館大会にて橋本真也&平田淳嗣のIWGPタッグ王座に挑戦した。

### 分裂
1996年9月23日にはパブリック・エナミーに足をすくわれるも1週間後のリターンマッチで7度目の戴冠を果たすが、10月27日にネバダ州ラスベガスで開催された "Halloween Havoc 1996" においてnWoのアウトサイダーズ（ケビン・ナッシュ&スコット・ホール）に敗退し王座から陥落。これを機にベビーフェイスのチームとなり、nWoとの抗争に臨んだ。
しかし1997年秋、ジミー・ハート率いるファースト・ファミリーのフェイシズ・オブ・フィアー（ミング&ザ・バーバリアン）との試合でスティービー・レイが足首を負傷し、長期欠場に追い込まれる。その間、ブッカー・TはWCW世界TV王座を獲得するなどシングル・プレイヤーとして売り出され成功するが、復帰後のスティービーはブッカーと袂を分かち、1998年よりハリウッド・ハルク・ホーガンの誘いでnWoに加入。ブライアン・アダムスやスコット・ノートンなどで構成されたBチーム、nWoブラック&ホワイトのリーダー格となった。

### 再結成
1999年、ブッカー・Tの説得によりスティービー・レイはnWoを離れ、フェイスターンしてハーレム・ヒートを再結成。8月14日の "Road Wild 1999" にてジャージー・トライアッドのバンバン・ビガロ&クリス・キャニオンを破り、WCW世界タッグ王座に返り咲く。同月23日にウエスト・テキサス・レッドネックスのバリー&ケンドール・ウインダムに敗れるも、3週間後の9月12日開催の "Fall Brawl 1999" でタイトルを奪還。
10月18日、ペンシルベニア州フィラデルフィアでフィルシー・アニマルズのコナン&レイ・ミステリオ・ジュニアにタイトルを奪われるが、ミステリオの負傷で王座は空位となり、同月24日の "Halloween Havoc 1999" にて王者チーム決定戦に出場。コナン&ビリー・キッドマン、ブライアン・ノッブス&ヒュー・モラスとのトリプルスレットマッチを征し、WCW世界タッグ王座への10度目の戴冠を果たした。

### ハーレム・ヒート2000
しかし、ブッカー・Tがハーレム・ヒートのセコンドとして黒人女性ボディビルダーのミッドナイトを帯同し始めたことにより、兄弟の間に再び亀裂が発生。スティービー・レイはヒールに戻り、ビッグ・Tを新しいパートナーにハーレム・ヒート2000（Harlem Heat 2000）を結成、「ハーレム・ヒート」の名称使用権を巡りブッカー・Tと骨肉の抗争を展開する。
悪徳弁護士のJ・ビッグスをマネージャーに雇い、入場テーマ曲やリングネームの変更をブッカー・Tに強要するなどしたが、2000年3月19日の "Uncensored 2000" にてブッカー&ビリー・キッドマンに敗退。以後ハーレム・ヒート2000は消滅し、スティービー・レイは現役を離れ "WCW Thunder" のカラー・コメンテーターに転向。ブッカー・Tとも復縁し、彼のWCW世界ヘビー級王座奪取を祝福したが、以降ハーレム・ヒートがリユニオンされることはなかった。

### 解散後
スティービー・レイ引退後の2005年、ハフマン兄弟は地元のヒューストンにてプロレスリング・アカデミー併設のインディー団体 "Pro Wrestling Alliance" を共同で主宰。後に "Reality of Wrestling" の団体名で活動している。
2013年4月6日、ブッカー・TがWWE殿堂に迎えられ、ニューヨークのマディソン・スクエア・ガーデンにて行われた顕彰セレモニーではスティービー・レイがインダクターを務めた。
2019年3月11日、今度はハーレム・ヒートとしてWWE殿堂入りすることが発表された。4月6日、ブルックリンのバークレイズ・センターで開催された式典では、兄弟揃って久々に公の場へ姿を見せた。

## 合体攻撃
- ヒート・シーカー（Heat Seeker） - スティービーのエレクトリック・チェアー（肩車リフトアップ）＋ブッカーのミサイル・ドロップキック
- ビッグ・アップル・ブラスト（Big Apple Blast） - スティービーのベアハッグ＋ブッカーのハーレム・サイドキック
- ヒート・ボム（Heat Bomb）- スティービーのパワーボム＋ブッカーのダイビング・エルボー・ドロップ
- タワーリング・インフェルノ（Towering Inferno））- スティービーのバックブリーカー＋ブッカーのダイビング・レッグ・ドロップ
- ハーレム・ハングオーバー（Harlem Hangover） - スティービーのサイドウォーク・スラム＋ブッカーのダイビング・サマーソルト・レッグ・ドロップ

## 獲得タイトル
グローバル・レスリング・フェデレーション
- GWFタッグ王座：3回[4]

ワールド・チャンピオンシップ・レスリング
- WCW世界タッグ王座：10回[1]

ワールド・レスリング・エンターテインメント
- WWE殿堂 : 2019年[16]